# Thyene
Thyene es un género de arañas saltarinas de la familia Salticidae.

## Especies
- Thyene aperta (Peckham & Peckham, 1903)
- Thyene australis Peckham & Peckham, 1903
- Thyene benjamini Prószyński & Deeleman-Reinhold, 2010
- Thyene bilineata Lawrence, 1927
- Thyene bivittata Xie & Peng, 1995
- Thyene bucculenta (Gerstäcker, 1873)
- Thyene chopardi Berland & Millot, 1941
- Thyene coccineovittata (Simon, 1886)
- Thyene concinna (Keyserling, 1881)
- Thyene corcula (Pavesi, 1895)
- Thyene coronata Simon, 1902
- Thyene dakarensis (Berland & Millot, 1941)
- Thyene dancala Caporiacco, 1947
- Thyene decora (Simon, 1902)
- Thyene gangoides Prószyński & Deeleman-Reinhold, 2010
- Thyene hesperia (Simon, 1910)
- Thyene imperialis (Rossi, 1846)
- Thyene inflata (Gerstäcker, 1873)
- Thyene leighi Peckham & Peckham, 1903
- Thyene longula (Simon, 1902)
- Thyene manipisa (Barrion & Litsinger, 1995)
- Thyene natalii Peckham & Peckham, 1903
- Thyene nigriceps (Caporiacco, 1949)
- Thyene ocellata (Thorell, 1899)
- Thyene ogdeni Peckham & Peckham, 1903
- Thyene ogdeni nyukiensis Lessert, 1925
- Thyene orbicularis (Gerstäcker, 1873)
- Thyene orientalis Zabka, 1985
- Thyene ornata Wesolowska & Tomasiewicz, 2008
- Thyene phragmitigrada Metzner, 1999
- Thyene punctiventer (Karsch, 1879)
- Thyene rubricoronata (Strand, 1911)
- Thyene semiargentea (Simon, 1884)
- Thyene sexplagiata (Simon, 1910)
- Thyene similis Wesolowska & van Harten, 2002
- Thyene splendida Caporiacco, 1939
- Thyene striatipes (Caporiacco, 1939)
- Thyene subsplendens Caporiacco, 1947
- Thyene tamatavi (Vinson, 1863)
- Thyene thyenioides (Lessert, 1925)
- Thyene triangula Xie & Peng, 1995
- Thyene typica Jastrzebski, 2006
- Thyene varians Peckham & Peckham, 1901
- Thyene villiersi Berland & Millot, 1941
- Thyene vittata Simon, 1902
- Thyene yuxiensis Xie & Peng, 1995